# Chiesa di San Filippo Neri (Salerno)
La chiesa di San Filippo Neri è una chiesa rinascimentale che sorge nel rione Sant'Eremita del centro storico di Salerno.

## Storia
La chiesa fu costruita verso la fine del XVI secolo, in seguito all'insediamento dei Padri Cappuccini a Salerno e fu intitolata alla Santa Croce. Nel 1761 la congregazione dell'Immacolata Concezione di Maria Santissima e di S. Filippo Neri acquisì la cappella. Nel 1763 iniziano i lavori di ampliamento e ristrutturazione della struttura che prevedevano la realizzazione della sagrestia, il rifacimento dell'altare e l'apertura di due nicchie laterali per ospitare le statue della Vergine e di San Filippo Neri.
Nel XIX secolo la chiesa fu rappresentata in una xilografia, pubblicata su "The Illustrated London", di un anonimo viaggiatore inglese rimasto legato ed affascinato dalla vista che si godeva in quel luogo e dalla bellezza della chiesa.
Oggi la chiesa, nonostante dei lavori di consolidamento statico da parte della soprintendenza nel 2010 è in completo stato di abbandono.

## Descrizione
La struttura, insieme alla Chiesa del Monte dei Morti in Largo Plebiscito, è uno dei pochi esempi di edificio a pianta ottagonale. L'accesso alla cappella è assicurato da due diversi ingressi, uno laterale, con una scala che dava sul giardino del convento, e l'altro sulla facciata principale, caratterizzata da due lesene con capitello a voluta su cui si erge un timpano curvilineo con finestra ovale. La sagrestia, edificata nel corso del Settecento, si trova ad oriente della facciata e si di essa si trova il piccolo campanile a vela.
L'interno è decorato con stucchi ottocenteschi ed affreschi raffiguranti episodi della vita di San Filippo Neri, che è rappresentato anche in una statua del 1778 realizzata da Giuseppe Manzo. Sull'altare maggiore è posto un dipinto in cui sono rappresentati degli Angeli in adorazione della Croce.